# سادات امروهی
سادات امروهی (اردو: سادات امروہہ) گروهی از سادات نقوی هستند که در شهر امروهه در استان اوتار پرادش هندوستان ساکن بودند. پس از تشکیل پاکستان بسیاری از آنان به کراچی نقل مکان کردند.